# 鑞テンペラ
鑞テンペラ（ろうテンペラ）とは、数多くあるテンペラ種のうち最も古いテンペラに属している絵画技法である。

## 概要
今日一般的によく知られている、卵黄に顔料を練って描く卵黄テンペラ技法がイタリア半島にもたらされる11世紀-12世紀頃までは、フレスコやモザイクと並び重要な位置を占めていた。礼拝のためのイコンの制作にはこの技法が用いられていた。

## 理論
テンペラとは今日における概念では油性液体物質が水中に、あるいは水性液体物質が油中に分離せずに分散したエマルジョンの状態であり、乾燥後に非水溶性になって色材を固着させる絵画システムを言う。古い処方の鑞テンペラは蜜蝋を水溶性にするために使用したアルカリ性物質が残留したため、当時描かれたほとんどのイコンの色彩は黒変してしまった。絵画技法史上いわゆるポエニ鑞絵の具というものが知られているが、それがこの残留するアルカリで鹸化された絵の具であった。
20世紀初頭のドイツの古典絵画技術研究者であるマックス・デルナーはその著書「MALMATERIAL und seine VERWENDUNG IM BILDE」の中で残留しないアルカリとしてアンモニアを使用することを奨めている。

## 日本での使用例
近年の日本の絵画作品における使用例では、1980年代の赤木範陸のプレパレを施していない生の板に描かれた作品や、2007年に東京藝術大学大学美術館で「自画像の証言」展に展示された赤木の自画像作品に使用法が認められるが、それ以外にはほとんど例を見ない。